# 2011 في سوريا
فيما يلي قوائم الأحداث التي وقعت خلال عام 2011 في سوريا.

## أحداث
- 15 مارس – الحرب الأهلية السورية

## سياسة

### انتهاء فترة المنصب
- 14 أبريل – محمد ناجي عطري رئيس وزراء سوريا.

## مواليد

### يناير
- 1 يناير – عمران دقنيش

## وفيات

### فبراير
- 5 فبراير – عمر أميرلاي (مواليد 1944)

### مايو
- 14 مايو – فؤاد رفقة (مواليد 1930) مترجم سوري.
- 25 مايو – مقتل حمزة الخطيب (مواليد 1997)

### يونيو
- 28 يونيو – بول بغدادليان (مواليد 1953)

### يوليو
- 4 يوليو – إبراهيم قاشوش (مواليد 1977)

### ديسمبر
- 1 ديسمبر – إسماعيل زرطيط (مواليد 1983)
- 27 ديسمبر – باسل السيد (مواليد 1987)